# ヒュー・ニューオール
ヒュー・フランク・ニューオール（Hugh Frank Newall, 1857年6月21日 - 1944年2月22日）は、イギリスの天体物理学者。

## 来歴
当初はキャベンディッシュ研究所でジョゼフ・ジョン・トムソンの下で実験物理学の実験に従事していたが、天文学者だった父親が1889年に自宅の口径64cmの反射望遠鏡を大学に寄付した時に天文学に転向した。1902年6月には王立協会フェローに推挙され、1907年から1909年まで王立天文学会の会長を務めた。

## 天文学上の業績
4回日食の観測隊に参加してフラッシュスペクトル、コロナ、太陽の自転などの研究を行った。

## 文献
1. 1 2  中山茂 編『天文学人名辞典』恒星社厚生閣、1983年3月。ISBN 9784769900733。